# Conscription à Taïwan
 (mars 2021).
La mise en forme du texte ne suit pas les recommandations de Wikipédia : il faut le « wikifier ».
Les points d'amélioration suivants sont les cas les plus fréquents :
- Les titres sont pré-formatés par le logiciel. Ils ne sont ni en capitales, ni en gras.
- Le texte ne doit pas être écrit en capitales (les noms de famille non plus), ni en gras, ni en italique, ni en « petit »…
- Le gras n'est utilisé que pour surligner le titre de l'article dans l'introduction, une seule fois.
- L'italique est rarement utilisé : mots en langue étrangère, titres d'œuvres, noms de bateaux, etc.
- Les citations ne sont pas en italique mais en corps de texte normal. Elles sont entourées par des guillemets français : « et ».
- Les listes à puces sont à éviter, des paragraphes rédigés étant largement préférés. Les tableaux sont à réserver à la présentation de données structurées (résultats, etc.).
- Les appels de note de bas de page (petits chiffres en exposant, introduits par l'outil «  Source ») sont à placer entre la fin de phrase et le point final[comme ça].
- Les liens internes (vers d'autres articles de Wikipédia) sont à choisir avec parcimonie. Créez des liens vers des articles approfondissant le sujet. Les termes génériques sans rapport avec le sujet sont à éviter, ainsi que les répétitions de liens vers un même terme.
- Les liens externes sont à placer uniquement dans une section « Liens externes », à la fin de l'article. Ces liens sont à choisir avec parcimonie suivant les règles définies. Si un lien sert de source à l'article, son insertion dans le texte est à faire par les notes de bas de page.
- La présentation des références doit suivre les conventions bibliographiques. Il est recommandé d'utiliser les modèles {{Ouvrage}}, {{Chapitre}}, {{Article}}, {{Lien web}} et/ou {{Bibliographie}}. Le mode d'édition visuel peut mettre en forme automatiquement les références.
- Insérer une infobox (cadre d'informations à droite) n'est pas obligatoire pour parachever la mise en page.

Pour une aide détaillée, merci de consulter Aide:Wikification.
Si vous pensez que ces points ont été résolus, vous pouvez retirer ce bandeau et améliorer la mise en forme d'un autre article.
La politique de conscription de république de Chine (Taïwan) pour tous les hommes en capacité et en âge de devenir militaires date de 1951. Le gouvernement taïwanais avait initialement prévu de mettre fin à cette politique en 2014, mais l'abolition de la conscription est assez controversée au sein de la société taïwanaise, et par conséquent, est de la conscription est encore à l'étude au sein du gouvernement. Les femmes des îles périphériques de la province de Fuchien, qui sont géographiquement les plus proches de la Chine continentale, étaient également tenues de servir dans un rôle de défense civile, bien que cette exigence ait été abandonnée depuis la levée de la loi martiale. Bien que la majorité de tous les postes enrôlés dans les forces armées du ROC aient été et sont actuellement occupés par des recrues, le gouvernement a l'intention d'augmenter progressivement le nombre de soldats volontaires dans le but final de former une armée entièrement volontaire. Cependant, même dans ce cas, il y aura une formation de base obligatoire pour tous les hommes atteignant 18 ans. Ces dernières années ont également vu une augmentation des options de service offerts aux recrues, y compris des services alternatifs auprès du ministère de l'Intérieur (MOI), ainsi que des options de services spécialisés pour les recrues dans des professions spécifiques. Le projet de processus est défini en vertu de la loi sur le service militaire de la ROC sous les auspices de l'Agence nationale de conscription du ministère de l'Intérieur ainsi que par l'article 20 de la Constitution de la ROC. 
Le ministère de la Défense du ROC avait annoncé que si l'enrôlement volontaire atteignait un nombre suffisant, la période de service obligatoire des recrues serait ramenée à 14 mois en 2007. Il sera encore ramené à 12 mois en 2009,,.
Le 10 mars 2009, le ministre de la Défense Chen Chao-Min a déclaré que d'ici à la fin de 2014, Taïwan aura une force militaire entièrement volontaire. Le processus de suppression de la conscription débutera en 2010 et d'ici la fin de 2014, une force entièrement volontaire remplacera les conscrits. Les personnes qui souhaitent se joindre doivent avoir un minimum d'études secondaires et ceux qui ne font pas de bénévolat pour l'armée devront compléter quatre mois de camp d'entraînement militaire. En 2012, il a été signalé qu'à partir de 2013, les recrues militaires nés après le 1er janvier 1994 n'auront besoin que de quatre mois de formation militaire et n'auront plus à faire un an de service militaire, et que le gouvernement était sur la bonne voie. remplacer tous les conscrits en service par des volontaires d'ici la fin de 2014. Cependant, ce calendrier a été repoussé de 2013 à fin 2016.
Si cette politique reste inchangée, bien que le ROC ait une force professionnelle purement volontaire, chaque homme sera toujours enrôlé pour recevoir une formation militaire de quatre mois. Ainsi, après 2016, le service militaire obligatoire restera en vigueur dans le ROC.
La loi sur le service militaire de la République de Chine a été promulguée pour la première fois en 1933 (lorsque l'île de Taïwan, y compris les Pescadores, ne faisait pas partie du ROC), avec le dernier amendement en 2011. La loi d'application de la loi sur le service militaire a été promulguée pour la première fois en 1947, lorsque le gouvernement se battait avec le Parti communiste chinois à travers la Chine.

## L'histoire
Initialement, l'armée de la République de Chine a adopté la conscription obligatoire pour les hommes dans les régions sous son contrôle afin de combattre les Japonais.  La conscription obligatoire a été introduite à Taïwan en 1951. En 1954, la majorité des conscrits purgeaient deux ans. Les conscrits de la marine, de l'armée de l'air et des forces spéciales ont servi trois ans. En 1981, tous les conscrits ont commencé à purger une peine de deux ans. Dix ans plus tard, la période de conscription a été réduite à vingt-deux mois et le service militaire alternatif est devenu une option. Entre 2004 et 2007, deux mois ont été coupés du service militaire obligatoire chaque année, jusqu'à ce qu'il en reste un au total en 2008. Le temps de service des hommes nés après 1994 a été ramené à quatre mois en 2013. Le dernier groupe de conscrits obligatoires a été libéré en décembre 2018. Cependant, selon d'autres sources, la conscription existe encore officieusement, sinon techniquement, car la transition vers une force entièrement volontaire n'a pas réussi à recruter suffisamment de soldats volontaires pour répondre aux besoins défensifs,.

## Admissibilité
Conformément à la loi, le les hommes de la République de Chine sont tenus de faire leur service militaire. Un homme âgé de 18 ans commence son jour de service militaire à partir du 1er janvier de l'année suivante et est démis de ses fonctions le 31 décembre de l'année de ses 36 ans, appelés âgés de service de l'homme.

## Options de service
Les options de service obligatoires suivantes sont disponibles à partir de janvier 2006:
- Service militaire enrôlé (士兵役): 12 mois de service actif en service militaire enrôlé dans l'une des quatre branches des forces armées du ROC.
- Service alternatif (替代役): 12 mois et 15 jours de travail lié à la sécurité publique ou au service communautaire dans le cadre du ministère de l'Intérieur, généralement dans la police, les pompiers, les cliniques publiques, les bureaux du gouvernement local ou en tant qu'enseignants dans les zones rurales. Divers billets ne sont disponibles que pour les recrues ayant des qualifications connexes[12].
- Service de la défense nationale (國防役): Disponible pour les recrues titulaires de diplômes supérieurs, en particulier en sciences et en génie, qui, après sélection, reçoivent 3 mois de formation d'officier aboutissant à une commission d'officier dans la réserve, suivies de quatre ans une institution de recherche gouvernementale ou universitaire telle que l'Academia Sinica ou l'Institut de Recherche en Technologie Industrielle.

Selon la NCA, les hommes nés après le 1er janvier 1994 n'auront à purger que 4 mois en service militaire enrôlé ou 6 mois en service alternatif. Les 4 mois de service militaire enrôlé pourraient être subdivisés en deux sessions de 2 mois de camps d'entraînement.

## Projet de processus
Le processus de repêchage militaire se déroule en quatre étapes :
1. Enquête sur l'enregistrement militaire : Entretien mené par les sections de conscription des bureaux du gouvernement local pour déterminer le niveau de formation du conscrit ainsi que les compétences particulières (par exemple la maîtrise d'une langue étrangère). Se produit généralement à l'occasion du 19e anniversaire d'un ressortissant du ROC masculin ou périodiquement lors de l'établissement (ou du changement) de résidence dans les territoires administrés par le ROC alors qu'il est en âge de recruter mais pas encore enrôler. Des études et autres sursis peuvent être accordés à ce stade si le recruteur est éligible. Si le consigné n'est pas éligible à un sursis, un examen physique est prévu. Le consigné peut également demander un service de défense alternative ou nationale à ce stade. Dans ce dernier cas, le conscrit devra concourir avec succès à un jury de sélection des officiers pour le logement souhaité, après quoi il continuera directement à l'école de formation des officiers après avoir terminé l'examen physique.
2. Examen physique : le consigné subit un examen physique complet dans un hôpital agréé par le ministère de la Santé. La condition physique est classée en trois niveaux, A, B et C, les recrues de niveau A et B étant considérées comme physiquement aptes au service militaires.
3. Tirage au sort: Les recrues aptes au service militaires tirent ensuite au sort pour déterminer si elles serviront dans l'armée, la marine, l'armée de l'air ou le corps des marines (les officiers de la police militaire sont sélectionnés parmi les recrues de l'armée). Les chances de tirer pour chaque service ne sont pas égales, l'Armée étant généralement la plus probable, la Marine intermédiaire et l'Air Force et les Marines étant les moins probables.
4. Formation de base : après avoir été affecté à une branche de service, le consigné se voit alors attribuer une date pour commencer la formation de base, après quoi il entrera en service actif[13].